# Lucien Prival
Lucien Prival (New York, 14 luglio 1901 – Daly City, 3 giugno 1994) è stato un attore statunitense.

## Biografia
Caratterista attivo tra gli anni venti e gli anni quaranta, Lucien Prival fu in grado di sfruttare la sua somiglianza vocale e fisica con l'attore e regista Erich von Stroheim. Tra i ruoli interpretati, da ricordare il barone Von Kranz di Gli angeli dell'inferno (1930) di Howard Hughes e l'irritabile maggiordomo di La moglie di Frankenstein (1935) di James Whale. L'ultimo film in cui apparve (non accreditato) fu Mezzogiorno di fuoco di Fred Zinnemann (1952).
Chiuse la carriera nei primi anni cinquanta partecipando ad alcune produzioni televisive.

## Filmografia

### Cortometraggi
- High C's, regia di James W. Horne (1930)
- Spuk um Mitternacht, regia di James Parrott (1931) - non accreditato
- The Pajama Party, regia di Hal Roach (1931) - non accreditato
- Hinter Schloss und Riegel, regia di James Parrott (1931)
- One Track Minds, regia di Gus Meins (1933)
- Henry's Social Splash, regia di James W. Horne (1934)

### Lungometraggi
- Puppets, regia di George Archainbaud (1926)
- The Great Deception, regia di Howard Higgin (1926)
- A Man of Quality, regia di Wesley Ruggles (1926)
- High Hat, regia di James Ashmore Creelman (1927)
- Ferro e fuoco (The Patent Leather Kid), regia di Alfred Santell (1927)
- The American Beauty, regia di Richard Wallace (1927)
- The Racket, regia di Lewis Milestone (1928)
- Adoration, regia di Frank Lloyd (1928)
- The Peacock Fan, regia di Phil Rosen (1929)
- Party Girl, regia di Victor Halperin (1930)
- In the Next Room, regia di Edward F. Cline (1930)
- Gli angeli dell'inferno (Hell's Angels), regia di Howard Hughes (1930)
- Per l'onore della regina (The Last of the Lone Wolf), regia di Richard Boleslawski (1930)
- Lotus Lady, regia di Phil Rosen (1930)
- Quando l'amore parla (Princess and the Plumber), regia di Alexander Korda (1930)
- Young Sinners, regia di John G. Blystone (1931)
- World and the Flesh, regia di John Cromwell (1932) - non accreditato
- Hollywood Speaks, regia di Edward Buzzell (1932)
- The Western Limited, regia di Christy Cabanne (1932)
- Sherlock Holmes, regia di William K. Howard (1932) - non accreditato
- Secrets of the French Police, regia di A. Edward Sutherland (1932)
- Il giocatore (Grand Slam), regia di William Dieterle (1933) - non accreditato
- Notturno viennese (Reunion in Vienna), regia di Sidney Franklin (1933) - non accreditato
- La sfinge (The Sphinx), regia di Phil Rosen (1933)
- Temporale all'alba (Storm at Daybreak), regia di Richard Boleslawski (1933) - non accreditato
- Dopo quella notte (After Tonight), regia di George Archainbaud (1933)
- The Crime of Helen Stanley, regia di D. Ross Lederman (1934)
- All Men Are Enemies, regia di George Fitzmaurice (1934) - non accreditato
- The Return of Chandu, regia di Ray Taylor (1934)
- La vedova allegra (The Merry Widow), regia di Ernst Lubitsch (1934) - non accreditato
- Sweepstake Annie, regia di William Nigh (1935) - non accreditato
- La moglie di Frankenstein (Bride of Frankenstein), regia di James Whale (1935)
- Born to Gamble, regia di Phil Rosen (1935)
- Champagne for Breakfast, regia di Melville W. Brown (1935) - non accreditato
- Darkest Africa, regia di B. Reeves Eason e Joseph Kane (1936)
- Sky Parade, regia di Otho Lovering (1936) - non accreditato
- L'uomo che amo (History Is Made at Night), regia di Frank Borzage (1937)
- La miniera misteriosa (Trapped by G-Men), regia di Lewis D. Collins (1937)
- High Flyers, regia di Edward F. Cline (1937)
- Every Day's a Holiday, regia di A. Edward Sutherland (1937)
- La morte invisibile (Mr. Wong, Detective), regia di William Nigh (1938)
- Paris Honeymoon, regia di Frank Tuttle (1939) - non accreditato
- Confessioni di una spia nazista (Confessions of a Nazi Spy), regia di Anatole Litvak (1939) - non accreditato
- La storia di Edith Cavell (Nurse Edith Cavell), regia di Herbert Wilcox (1939)
- Espionage Agent, regia di Lloyd Bacon (1939)
- Belve su Berlino (Hitler - Beast of Berlin), regia di Sam Newfield (1939)
- Bufera mortale (The Mortal Storm), regia di Frank Borzage (1940) - non accreditato
- King of the Royal Mounted, regia di John English e William Witney (1940)
- Sky Murder, regia di George B. Seitz (1940)
- Il grande dittatore (The Great Dictator), regia di Charles Chaplin (1940) - non accreditato
- A sud di Panama (South of Panama), regia di Jean Yarbrough (1941)
- Duello mortale (Man Hunt), regia di Fritz Lang (1941)
- King of the Texas Rangers, regia di John English e William Witney (1941)
- Panama Hattie, regia di Norman Z. McLeod (1942) - non accreditato
- The Secret Code, regia di Spencer Gordon Bennet - serial (1942)
- Il segreto del golfo (Assignment in Brittany), regia di Jack Conway (1943)
- Anche i boia muoiono (Hangmen Also Die!), regia di Fritz Lang (1943) - non accreditato
- L'isola di nessuno (Submarine Base), regia di Albert H. Kelley (1943)
- Hostages, regia di Frank Tuttle (1943) - non accreditato
- Storm Over Lisbon, regia di George Sherman (1944) - non accreditato
- The Falcon's Alibi, regia di Ray McCarey (1946)
- La strada della felicità (On Our Merry Way), regia di Leslie Fenton e King Vidor (1948) - non accreditato
- Così questa è New York (So This Is New York), regia di Richard Fleischer (1948) - non accreditato
- Squadra mobile 61 (Bodyguard), regia di Richard Fleischer (1948) - non accreditato
- Mezzogiorno di fuoco (High Noon), regia di Fred Zinnemann (1952) - non accreditato

### Televisione
- The Deadly Curio, regia di Arnold Wester (1951) - episodio della serie Front Page Detective
- Mardi Gras, regia di Eddie Davis (23 aprile 1952) - episodio della serie The Unexpected
- Straight Settlement, regia di Robert Aldrich (1952) - episodio della serie China Smith
- Paris Perfume, regia di Richard Irving (1 gennaio 1953) - episodio della serie Biff Baker, U.S.A.
- The Gambler, regia di Eddie Davis (15 marzo 1953) - episodio della serie Your Favorite Story
- White Savages, regia di Wallace Fox (25 aprile 1953) - episodio della serie Ramar of the Jungle

## Doppiatori italiani
- Giorgio Capecchi in La moglie di Frankenstein
- Nino Pavese in Mezzogiorno di fuoco
- Massimo Foschi in Il grande dittatore (1º ridoppiaggio)